# Sarcade
Sarcade este un oraș din Somalia.